# Моя любимая (фильм, 1965)
«Моя любимая» (хинди मेरे सनम, Mere Sanam) — индийский фильм на языке хинди, выпущенный в 1965 году. Главные роли исполнили Аша Парекх, Бисваджит, Пран, Мумтаз и Раджендра Натх.
Фильм стал хитом в прокате благодаря музыкальной партитуре Маджруха Султанпури, О. П. Найара и дуэту Аша Бхосле-Мохаммед Рафи.
Песни «Jaiye Aap Kahan Jayenge», «Yeh Hai Reshmi Zulfon Ka Andhera», «Pukarta Chala Hoon Main» и «Humdum Mere Maan Bhi Jao» стали популярными в Болливуде.
Эта картина является неофициальным ремейком фильма «Когда приходит сентябрь» — американской романтической комедии 1961 года режиссёра Роберта Маллигана.

## Сюжет
Нина (Аша Парекх) в компании мамы и нескольких подруг едет отдыхать и останавливается на ночлег в маленькой гостинице. В этом же домике остановился молодой человек по имени Кумар (Бисваджит), который утверждает, что он владелец этого домика, и требует сторожа выпроводить непрошеных гостей. Сторож обещает ему сделать это немедленно. Но вместо этого он убеждает посетителей, что Кумар — психически неуравновешенный человек, который думает, что он хозяин домика.
После нескольких недоразумений Кумар и Нина влюбляются и уже планируют пожениться. Но вскоре Нина и её мать обнаруживают интимные фотографии Кумара с девушкой по имени Камо и с псевдонимом Камини.

## Саундтрек
| №   | Название                               | Исполнитель                | Длительность |
| --- | -------------------------------------- | -------------------------- | ------------ |
| 1.  | «Roka Kayi Baar Maine Dil Ki Umang Ko» | Мохаммед Рафи и Аша Бхосле | 5:50         |
| 2.  | «Humne Toh Dil Ko»                     | Мохаммед Рафи и Аша Бхосле | 4:46         |
| 3.  | «Pukarta Chala Hoon Main»              | Мохаммед Рафи              | 3:51         |
| 4.  | «Jaaiye Aap Kahaan Jaayenge»           | Аша Бхосле                 | 6:30         |
| 5.  | «Ye Hai Reshmi Zulfon Ka Andhera»      | Аша Бхосле                 | 3:21         |
| 6.  | «Humdum Mere Maan Bhi Jaao»            | Мохаммед Рафи              | 4:25         |
| 7.  | «Tukde Hain Mere Dil Ke»               | Мохаммед Рафи              | 3:27         |
| 8.  | «hala Mano Bura Mano»                  | Мохаммед Рафи              | 4:01         |
| 9.  | «Haaji Haaji Haaji Arrey Haaji Baba»   | Мохаммед Рафи и Аша Бхосле | 4:39         |
| 10. | «Yeh Ab Aap Sochiye»                   | Мохаммед Рафи и Аша Бхосле | 4:48         |